# Mamerco Emilio Lepido Liviano
Mamerco Emilio Lepido Liviano (latino: Mamercus Aemilius Lepidus Livianus; ... – 62 a.C.) è stato un politico romano che ricoprì diversi incarichi importanti durante le ultime fasi della Repubblica romana.

## Biografia
Era fratello di Marco Livio Druso, che ricoprì la carica di tribuno e figlio di Marco Livio Druso, che invece ricoprì la carica di console.  Fu adottato dalla famiglia degli Aemilii Lepidi.
Dopo la morte del fratello prese il suo posto nel collegio pontificio, nel 91 a.C. circa. In seguito combatté valorosamente nella Guerra sociale, forse come legato di Quinto Cecilio Metello Pio. In questi anni ottenne numerose vittorie e gli venne attribuita l'uccisione di Quinto Poppedio Silone, il generale dei Marsi, nell'assedio di Venusia.
Sposò Cornelia Silla, figlia di Lucio Cornelio Silla, il famoso dittatore.
Dopo aver tentato l'elezione a pretore invano, ritentò stavolta con successo nell'81 a.C.. Poi si candidò alle elezioni consolari del 77 a.C., vincendo solo dopo la rinuncia di Gaio Scribonio Curione, insieme a Decimo Giunio Bruto. Né Liviano né Bruto accettarono un incarico proconsolare nella guerra sertoriana in aiuto di Metello Pio e non ci sono testimonianze di province lasciate a loro dopo il mandato.
In seguito Liviano fu probabilmente un promagistrato di Marco Antonio Cretico, nel compito di liberare il Mediterraneo dai pirati. In seguito potrebbe essere stato princeps senatus nel 70 a.C., ma non si hanno conferme effettive. Fu testimone contro Cetego nel 65 a.C. durante la prima congiura di Catilina.
Sua figlia Emilia, nata dalla prima, ignota moglie, fu madre di Cornelia Metella, quinta e ultima moglie di Pompeo. 